# ヴィジラント (原子力潜水艦)
ヴィジラント(HMS Vigilant, S30)は、イギリス海軍の原子力潜水艦。ヴァンガード級原子力潜水艦の3番艦。この名を受け継いだ艦としては13代目にあたる。

## 艦歴
「ヴィジラント」は、ヴィッカーズ・シップビルディング・アンド・エンジニアリングバロー・イン・ファーネス造船所で建造され、1995年10月に進水、1996年11月に就役した。
2002年にトライデント・ミサイルの配備に反対する抗議者がファスレーン海軍基地の警備を破って進入した。2名の抗議者はヴィジラントにスプレー塗料で反核のシンボルと「Vile」の書き込みを行った。
2004年7月1日からフランス海軍S618 ル・ヴィジランと提携関係となる。
2017年10月、アームストロング艦長が部下の女性中尉と艦内で不適切な交際をしていた理由で解任、次いで副長も同様の理由で解任されたと報道された。さらに水兵9人にコカインの陽性反応が出たことが発覚している。